# Балаев, Хас-Магомед Бесланович
Хас-Магомед Бесланович Балаев (род. 21 мая 2000) — российский тяжелоатлет, мастер спорта России. Двукратный чемпион России 2022 и 2025 годов, серебряный призёр чемпионатов России 2020 и 2021 годов. Серебряный призёр розыгрыша Кубка России 2022 года (175+213=388 кг). Участвовал в чемпионате Европы 2021 года в Москве, где занял 8-е место (175+206=381 кг).
В феврале 2025 года в Верхней Пышме Балаев стал победителем Кубка России (176+212=388 кг).
На чемпионате Европы в Кишинёве, в апреле 2025 года, в статусе нейтрального атлета завоевал малую бронзовую медаль в толчке в весовой категории до 109 кг с итоговым результатом 215 кг. В итоговом протоколе занял четвёртое место с результатом 387 кг по сумме двух упражнений. 
В августе 2025 года на чемпионате России в Санкт-Петербурге стал чемпионом в весовой категории до 109 кг, взяв 396 кг по сумме двоеборья. В упражнении "толчок" стал победителем, а в "рывке" был вторым. 

## Семья
Хас-Магомед является племянником и воспитанником советского тяжелоатлета, чемпиона и обладателя Кубка СССР, победителя Игр доброй воли 1986 года, мастера спорта СССР международного класса Руслана Балаева.

## Спортивные результаты
- Чемпионат Москвы 2015 года — 8 (до 69 кг; 100+120=220 кг);
- Первенство России 2016 года среди юношей и девушек до 18 лет — 6 (до 85 кг; 120+150=270 кг);
- Первенство России 2017 года среди юношей и девушек до 18 лет —  (до 94 кг; 135+175=310 кг);
- Первенство Европы 2017 года среди молодёжи — 5 (142+170=312 кг);
- Первенство мира 2017 года среди молодёжи — х (0+163=0 кг);
- Первенство России 2018 года среди юниоров и юниорок до 21 года —  (до 105 кг; 155+193=348 кг);
- Первенство Европы 2019 года среди молодёжи — х (0+198=0 кг);
- Чемпионат России по тяжёлой атлетике 2020 года —  (до 109 кг; 170+217=387 кг);
- Чемпионат России по тяжёлой атлетике 2021 года —  (до 109 кг; 170+205=375 кг);
- Кубок России по тяжёлой атлетике 2022 года —  (до 109 кг; 175+213=388 кг)[3];
- Чемпионат России по тяжёлой атлетике 2022 года —  (до 109 кг; 180+222=402 кг);
- Кубок России по тяжёлой атлетике 2025 года —  (до 109 кг; 176+212=388 кг);
- Чемпионат России по тяжёлой атлетике 2025 года —  (до 109 кг; 175+221=396 кг);